# Via Krupp

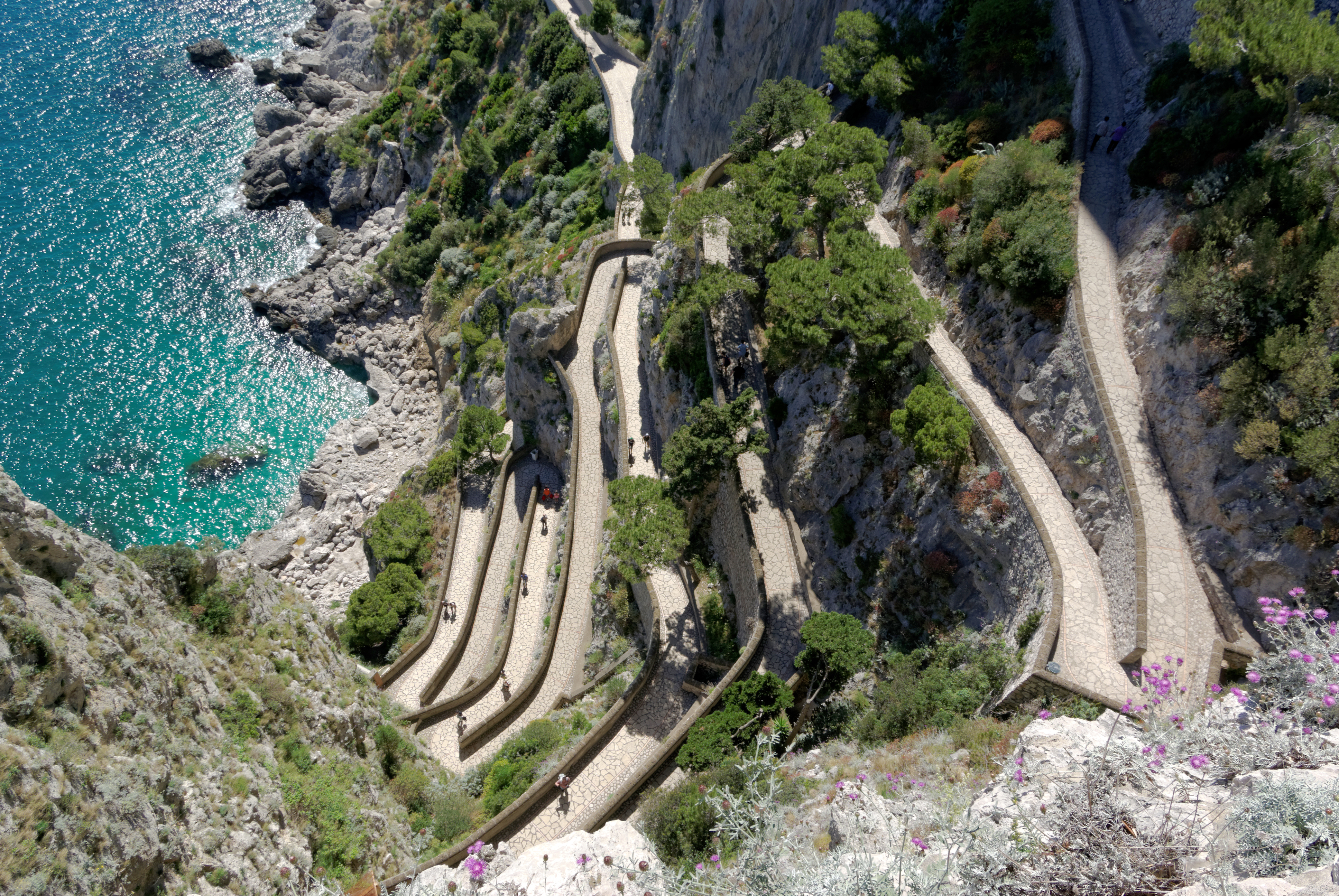
Vista de las curvas de herradura del camino

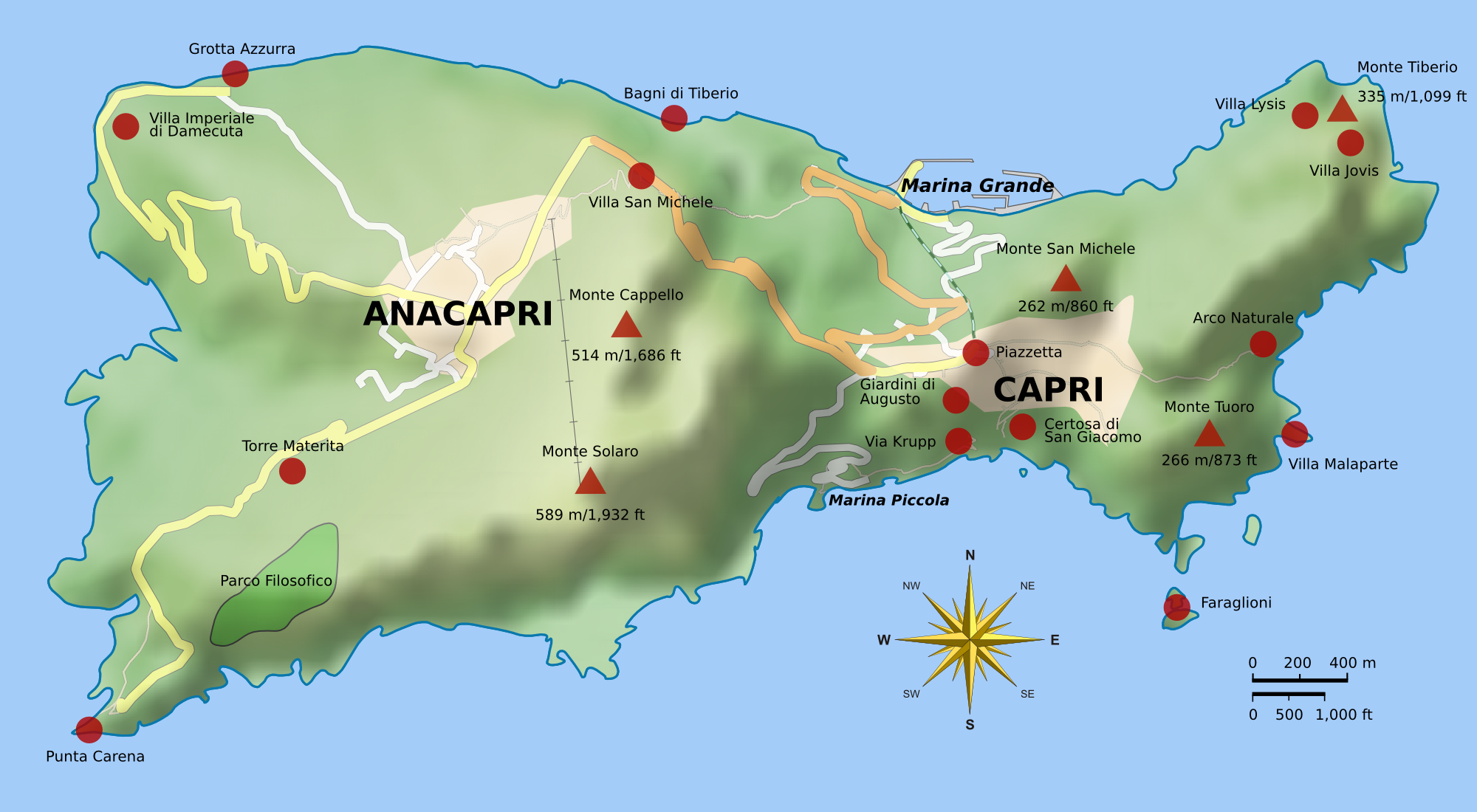
Ubicación de la Via Krupp en la costa sur de Capri, cerca de Marina Piccola

La Vía Krupp es un sendero histórico pavimentado situado en la isla de Isla de Capri, que conecta el área de la Cartuja de San Giacomo y los Jardines de Augusto con la Marina Piccola. Encargado por el industrial alemán Friedrich Alfred Krupp, el camino pavimentado tiene una longitud de 1,346 km y cubre un desnivel de unos 100 m mediante una serie de curvas de herradura. Su pendiente media es de aproximadamente un 7,5%.
Construido entre 1900 y 1902, el sendero se ideó para conectar el hotel de lujo donde residía Krupp (el Grand Hotel Quisisana), con la Marina Piccola, donde estaba anclado su buque oceanográfico dedicado a la investigación de la biología marina. Sin embargo, este camino también llevaba a la Grotta di Fra Felice, una gruta donde se denunció que tenían lugar orgías sexuales con muchachos locales. Cuando surgió el escándalo, se le pidió a Krupp que abandonara Italia en 1902.
Desde 1976, la Vía Krupp ha estado cerrada la mayor parte del tiempo debido al peligro de desprendimiento.